# 城端むぎや祭
城端むぎや祭（じょうはなむぎやまつり）は、富山県南砺市城端地区（旧 東砺波郡城端町）市街地にて1951年（昭和26年）より行われている祭りである。毎年敬老の日の直前の日曜日に（2019年（令和元年）までは毎年敬老の日の直前の土曜日と日曜日の2日間にわたり）盛大に行われている。

## 概要

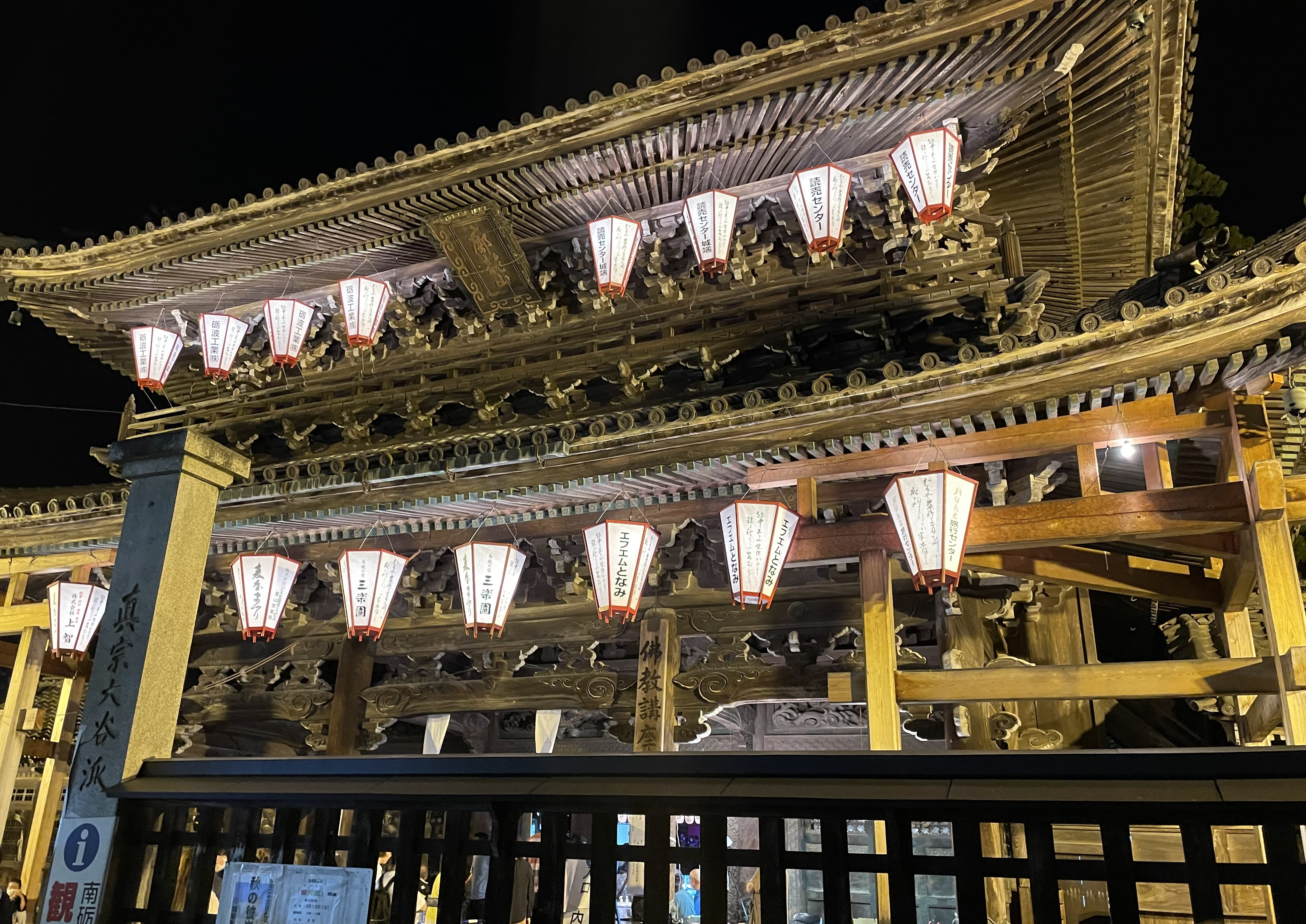
むぎや祭時の善徳寺山門

富山の小京都といわれる情緒ある城端の市街地を町内ごとに、南砺市城端伝統芸能会館「じょうはな座」、城端別院善徳寺2箇所の競演会場と4箇所の街並み踊り会場を巡回しながら麦屋節をはじめとする五箇山民謡と踊りを2日間にわたり披露する民謡祭りで、2006年（平成18年）に「とやまの文化財百選（とやまの祭り百選部門）」に選定されている。2010年（平成22年）には、第60回を記念して3日間にわたって行われた。
現在は両日に渡り、街並み踊り会場と、じょうはな座（有料）と城端別院善徳寺の競演会場では各町内のほか、特別出演団体として五箇山地方の各保存会、南砺平高校郷土芸能部などを招き、麦屋節やこきりこ節などの五箇山民謡を披露するほか、むぎや踊り講習会（笠踊り）、夜には婦人会・各種団体などによる麦屋パレード、その後観光客も参加しての総踊り（輪踊り）も行われる。2日目日中には麦屋節コンクール全国大会なども行われる。
総踊り（輪踊り）では笠の貸し出しなどもあり、踊りに参加すると、歌詞などが入った手拭いを参加賞としてもらえる。また毎年、麦屋節の新歌詞を募集しており、麦屋節コンクール全国大会の表彰式の後に入選作の発表と表彰式が行われる。
2000年（平成12年）より、「じゃんとこいむぎや」といわれる、麦屋節ほか五箇山民謡などをベースとしたアレンジ曲で踊る、YOSAKOIのような創作舞踊競技が1日目に行われ、毎年県内外より30チーム前後が参加していたが、城端むぎや祭協賛会は、経費が多く掛かることから、20回目を迎える2019年（令和元年）をもって中止した。今後は資金を本祭の雨天時対策等に充てたいとしている。

### 歴史
五箇山から伝わり、祭りで唄い踊られる麦屋節麦屋節をはじめとした五箇山民謡が城端に伝えられたのは、古くから五箇山との交流があったからである。かつて陸の孤島と言われていた五箇山から最も近いふもとの町である城端は、細くいくつもの峠を超える旧五箇山街道で結ばれており、城端へは五箇山の主要産業だった蚕から採る生糸、和紙、炭、などを運び、城端で米や生活物資を手に入れるなど交流が深い町であった。
1925年（大正14年）10月に、東京の日本青年館オープン記念として麦屋節が日本の7大民謡として選ばれ、五箇山の麦屋節保存会（現 越中五箇山麦屋節保存会）が全国郷土芸能大会に出演。その一行が帰途に就く際、城端の「吾妻座」で公演し、それを見分した城端の新町若連中が麦屋節新声会（現 越中城端麦屋節保存会新声会）を起こし、翌1926年（大正15年）10月には麦屋節保存会（現 越中五箇山麦屋節保存会）より伝授された。またこきりこ節、といちんさ節などいくつかの五箇山民謡も五箇山地区より伝わっている。
1950年（昭和25年）10月には城端400年祭が開催され、そこで麦屋節新声会が音頭をとり麦屋踊りが披露され、むぎや祭り開催の気運が高まり、翌1951年（昭和26年）9月15、16日に第1回となる城端むぎや祭が開催され、今日まで続いている。
2020年（令和2年）6月25日、新型コロナウイルス感染症の拡大を受け、関係諸団体は70回記念大会となるこの年の開催中止を決定した。当初は翌年の2021年（令和3年）に改めて記念大会を開催する予定であったが、翌年も同様の理由で中止となり、2022年（令和4年）9月18日に3年ぶりに開催された。同時にこの年から新型コロナウイルス対策や参加する住民の負担軽減のため、それまで2日間開催だった祭りを1日のみの開催に短縮した。

### 城端で唄い継がれる五箇山民謡
麦屋節、こきりこ節、古代神（五箇山では小代神）、四つ竹節、といちんさ節、お小夜節などで、踊りは五箇山地区の踊りと、また町内によって異なるものもある。

## 出演町内及び団体

### 城端の出演町内及び団体[4]
現在出演している町内及び団体
- 西上（にしかみ）町、西下（にししも）町、野下（のげ）町、西新田（にししんでん）むぎや同好会、四葉会〔城端や周辺地域の人々による民謡グループ団体[15]〕、城端商青会、花筏

現在出演していない町
- 南町 - 祭り創成期に出演し、「しょっしょ節」を唄っていたが現在は出演していない[1]
- 東下（ひがししも）町 - 踊り手減少により、2010年（平成22年）以降出演休止[16]
- 大工町 - 2011年（平成23年）以降出演休止
- 新町 - 2019年（令和元年）以降出演休止
- 東上（ひがしかみ）町
- 栄町
- 東新田（ひがししんでん）町
- 出丸町

### 特別出演団体[4]
- 越中五箇山麦屋節保存会（旧 平村）、越中五箇山筑子（こきりこ）唄保存会（旧 平村）、越中五箇山民謡保存会（旧 上平村）、利賀むぎや節保存会（旧 利賀村）、越中五箇山小谷麦屋節保存会（旧 平村）、南砺平高校郷土芸能部

## 踊り会場

### 競演会場
城端地区の町内及び団体のほか、五箇山地区より特別出演団体の越中五箇山麦屋節保存会、越中五箇山筑子（こきりこ）唄保存会、越中五箇山民謡保存会、利賀むぎや節保存会、越中五箇山小谷麦屋節保存会、南砺平高校郷土芸能部が毎年出演している。
- 南砺市城端伝統芸能会館「じょうはな座」（有料） - 各日3部制で雨天でも鑑賞できる。
- 城端別院善徳寺境内 - 本堂前にステージが組まれる。雨天の場合中止となる。じょうはな座が整備されるまでは、ステージ、観客席にテントを張り、雨天の場合でも鑑賞できた。

### パレード・総踊り（輪踊り）
- 西町商店街〔西町通り〕（国道304号）

### 街並み踊り会場（現在中止）
城端地区の町内及び団体が情緒ある4会場を巡回しながら出演し、間近で鑑賞できる。雨天の場合中止となる。以前は瑞泉寺（南砺市城端）前や、新町通り（国道304号）が会場となったこともある。
- 坡場（はば）の坂会場 - 古い旧造り醤油屋の建物の前
- 常念寺会場 - お寺前のゆるやかな石畳の坂道
- 出丸坂会場 - 遠くに山並みを望む（国道304号）
- 城端駅前会場 - 駅前広場の特設舞台

JR西日本城端線城端駅の地元町である栄町は、夜間遅くの電車出発時城端駅ホームにて、「見送りむぎや」を毎年両日に渡り行っている。これは1952年（昭和27年）の、第2回の祭りより行なわれている。

### じゃんとこいむぎや会場（現在中止）
- 南砺市役所城端庁舎・じょうはな座駐車場 - コンテストも行われる
- 西町商店街〔西町通り〕（国道304号）

## true tears「麦端まつり」と「麦端踊り」
アニメtrue tearsの劇中に城端むぎや祭と、毎年5月5日に同地区で行われる城端曳山祭（重要無形民俗文化財・ユネスコ無形文化遺産）の2つの祭りがモチーフとなっている「麦端まつり」が登場し、麦屋節をモチーフとした「麦端踊り」が踊られる。また主要人物は、城端むぎや祭のイメージキャラクターとなっている。
2010年（平成22年）には、城端地区・西上町恵友会の有志により「麦端踊り」が再現され、2月の「つごもり大市」で初披露、4月にはアニメで「麦端踊り」の練習場のモデルとなった「善徳寺会館」で講習会、「城端別院善徳寺」本堂で、さらに9月の城端むぎや祭でも踊りが披露された。7月、主人公4人が南砺市に特別住民登録され、特別住民票の発行が開始された。また登録式にあわせ、4人が登場する同年の「城端むぎや祭」ポスターが発表された。

## その他
- じょうはな座定期公演

城端地区の南砺市城端伝統芸能会館「じょうはな座」で、4月〜11月の第2、第4土曜日の月2回、城端むぎや祭に参加する城端地区の各町内が「むぎや踊り」、城端曳山祭の若連中が「庵唄」を、それぞれ持ち回りで披露している。
- 五箇山麦屋まつり

詳細は「五箇山麦屋まつり」参照
毎年9月23〜24日の2日間にわたり、1979年（昭和54年）より麦屋節本場五箇山の、南砺市（旧 平村）下梨（しもなし）の地主神社境内にて行われる、秋の収穫祭でもある祭り。